# 马马崖镇
马马崖镇，是中华人民共和国贵州省黔西南布依族苗族自治州兴仁市下辖的一个乡镇级行政单位。
2015年1月21日，贵州省人民政府批复同意兴仁县乡镇行政区划调整，新设置的马马崖镇辖原新马场乡，镇人民政府驻马场居委会。

## 行政区划
马马崖镇下辖以下地区：
马场社区、大湾村、云上村、阿仗村、哪噜村、田边村、金钟村、米粮村、九盘村和联增村。